# 알프레트 구젠바워
알프레트 구젠바워(Alfred Gusenbauer, 1960년 2월 8일 ~ )는 오스트리아의 정치인이다. 2007년 ~ 2008년 총리를 지냈다.
니더외스터라이히주 장크트푈텐에서 태어났다. 빈 대학교에서 정치학·법학을 전공했으며, 정치학 박사학위를 얻었다. 젊은 시절부터 오스트리아 사회민주당의 청년 조직에서 활동했으며, 군축 운동과 국제 사회주의 운동을 했다. 1991년 니더외스터라이히 주 사회민주당 간부가 되었고, 그 해에 연방 상원의원으로 선출되었다.
2000년, 당시 야당이던 사회민주당의 당수(대표)로 뽑혔으며, 2002년 총선에서 의석 수를 늘렸으나 정권을 잡지는 못했다. 2006년 10월 총선에서는 사회민주당의 금융 관련 부패 스캔들로 불리한 상황이었으나, 전문가들의 예측을 뒤엎고 집권 국민당보다 더 많은 의석을 얻었다. 그러나 과반 의석을 확보하지는 못하였으며, 이에 국민당과 좌우 대연정을 구성, 2007년 1월 총리가 되었다. 그러나 국민당과의 대립으로 2008년 6월 내각을 해산하고 조기 총선 실시를 발표하였으며, 사민당 당수직을 사임하였다. 9월 조기 총선이 시행되었고, 다시 대연정이 구성되어 후임 사민당 당수인 베르너 파이만이 12월 2일 다음 총리로 취임하였다.